# Ordine di Bogdan il fondatore
L'Ordine di Bogdan il fondatore è un'onorificenza della Moldavia. 

## Storia
L'ordine è stato istituito il 26 dicembre 2008 ed è dedicato a Bogdan I di Moldavia, voivoda di Moldavia dal 1359 al 1365.

## Assegnazione
L'ordine è assegnato per premiare:
- risultati eccezionali nello sviluppo e nel rafforzamento della statualità della Repubblica di Moldavia;
- un contributo significativo alla causa della rinascita nazionale, del consolidamento della pace civile, del raggiungimento dell'unità e dell'armonia nella società e dell'armonizzazione delle relazioni inter etniche;
- un'attività particolarmente fruttuosa nell'aumentare il prestigio internazionale del paese.

## Insegne
- L'insegna è una croce gigliata d'argento dorato con zirconi cubici. La croce è sovrapposta a una stella d'argento costituita da fasci disposti in quadrato con lati leggermente convessi. Sulla croce vi è un medaglione rotondo con in rilievo il ritratto equestre dorato del sovrano Bogdan I di Moldavia in campo rosso. Vi è un'iscrizione circolare intorno al bordo dello smalto bianco con lettere maiuscole d'oro. L'iscrizione recita in alto "BOGDAN" e in basso "ÎNTEMEIETORUL". L'iscrizione è divisa da tre zirconi cubici in ciascun lato sul lato destro e sinistro. Il diametro dell'insegna è di 45 mm. L'insegna ha sul rovescio un perno filettato con un dado per il fissaggio ai vestiti.
- Il nastro è rosso con al centro un giglio oro.